# Chico O'Farrill
Chico O'Farrill, alla nascita Arturo "Chico"  O'Farrill (L'Avana, 28 ottobre 1921 – New York, 27 giugno 2001) è stato un compositore, arrangiatore e direttore d'orchestra cubano.

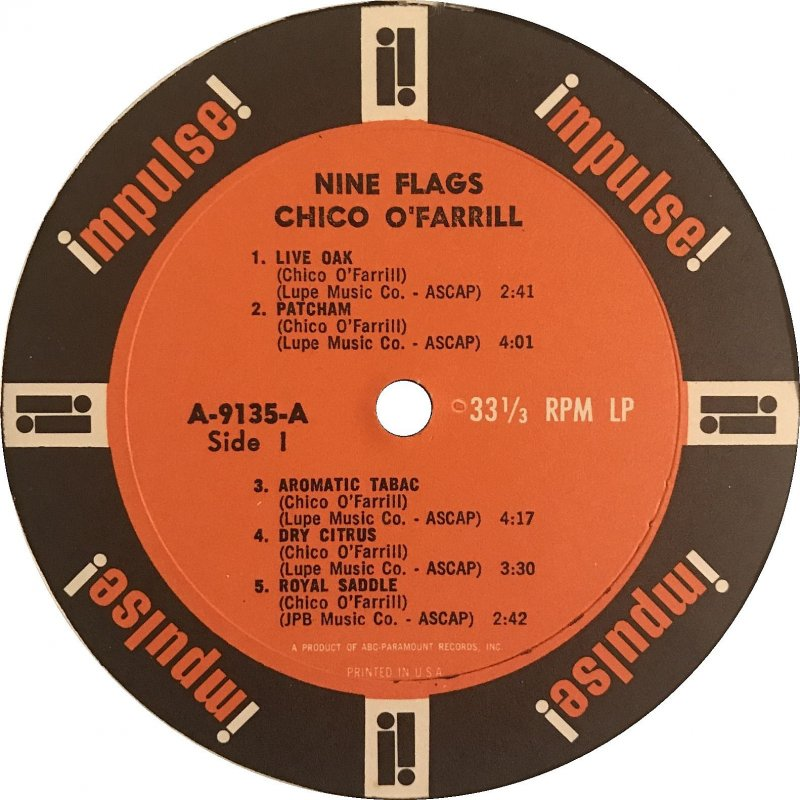
NINE FLAGS (label)

È noto soprattutto per il suo lavoro nell'ambito della musica latina, in particolare nel Jazz afro-cubano o "Cubop", senza dimenticare la composizione di brani jazz tradizionali e anche di opere
sinfoniche che lo hanno portato,  traendo ispirazione da compositori quali Debussy e Stravinsky, alla commistione tra musica classica e musica afro cubana. Per oltre mezzo secolo è stato tra i maggiori innovatori capaci di fondere il calore e l'energia dei ritmi cubani con le armonie sofisticate del jazz.
Nato da una famiglia aristocratica cubana, ha suonato la tromba agli inizi della sua carriera. Ha composto musiche per Machito (l'Afro-Cuban suite con Charlie Parker, 1950) e per la Benny Goodman's Bebop Orchestra (Undercurrent Blues), ed è stato arrangiatore per Dizzy Gillespie, Count Basie e Stan Kenton, tra gli altri.
Negli anni '90 O'Farrill è stato il leader di una big band che aveva la sua residenza fissa al jazz club Birdland di New York. Suo figlio, il pianista Arturo O'Farrill, ha condotto la band in alcune occasioni.
Il 20 marzo 2019, Billboard ha dato notizia che il Rodger Institute of Jazz Studies ha acquistato l'intero  catalogo delle opere di Chico O'Farrill. La collezione include una versione rimasterizzata della Afro-Cuban Jazz Suite e di altre opere considerate essenziali nella storia dell'interazione e dell'evoluzione tra musica afro-cubana e jazz.

## Discografia parziale
- Jazz (Clef, 1953)
- Afro-Cuban (Clef, 1953)
- 2nd Afro Cuban Suite (Norgran, 1954)
- Mambo Dance Session (Norgran, 1954)
- Latino Dance Session (Norgran, 1954)
- Chico's Cha Cha Cha (Panart, 1956)
- Music from South America (Verve, 1956)
- Mambo Latino Dances (Verve, 1958)
- Nine Flags (Impulse!, 1966)
- Spanish Rice con Clark Terry (Impulse!, 1966)
- Married Well (Verve, 1967)
- Cuban Jazz King (Eco, 1973)
- Latin Roots (Philips, 1976)
- Super Chops (Versatile, 1977)
- Guaguasi (Kim, 1984)
- Pure Emotion (Milestone, 1995)
- Heart of a Legend (Milestone, 1999)
- Carambola (Milestone, 2000)
- The Complete Norman Granz Recordings (Malanga Music, 2016)
- Chico O'Farrill (Calle Mayor, 2017)

## Galleria d'immagini

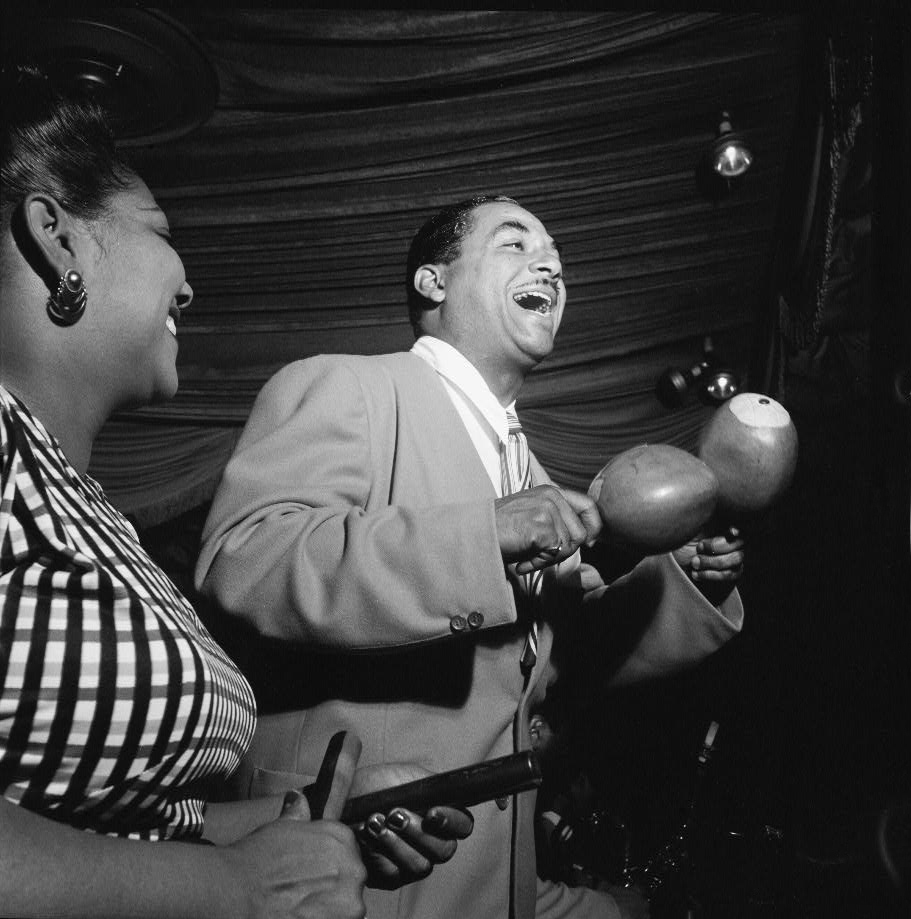
Machito
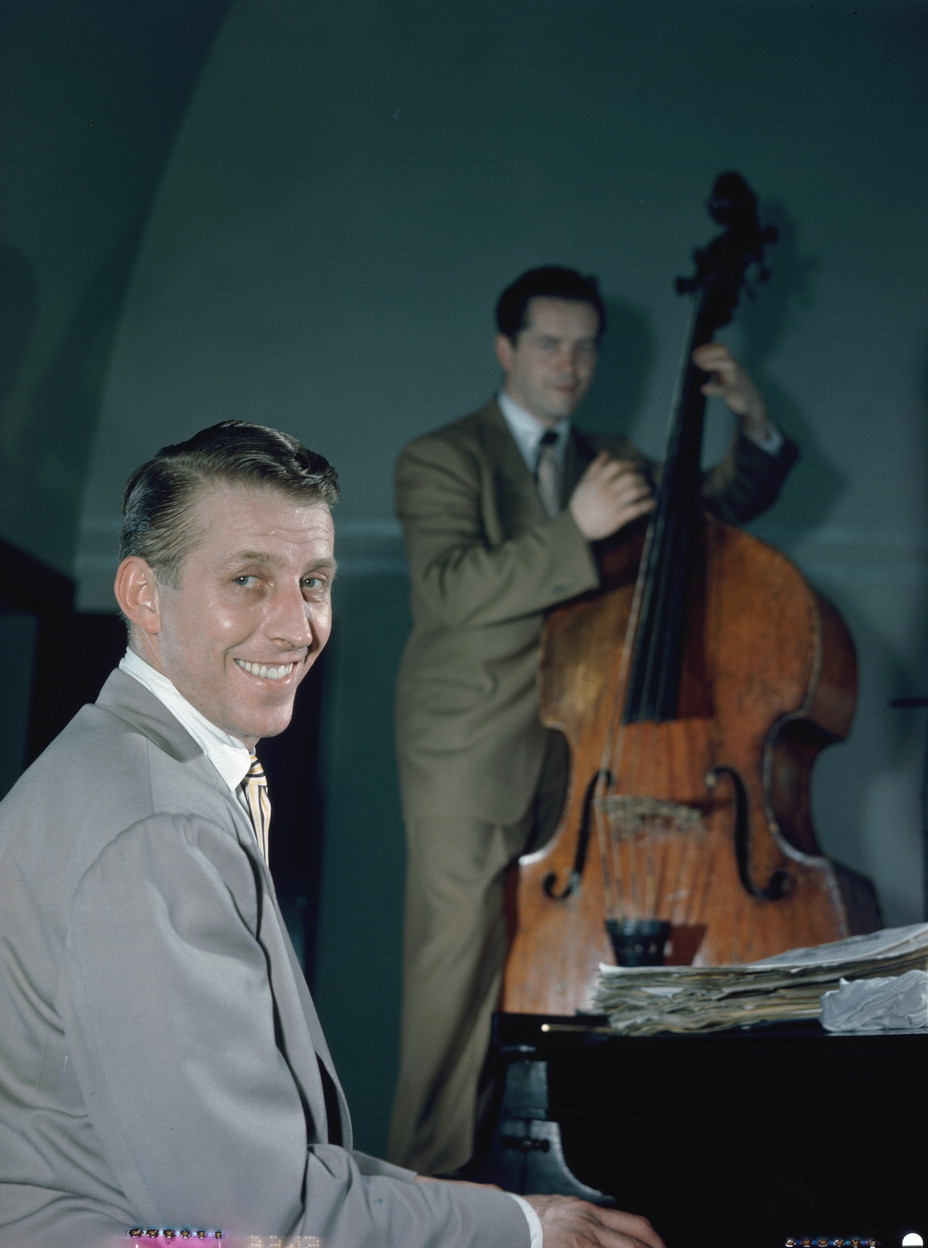
Stan Kenton
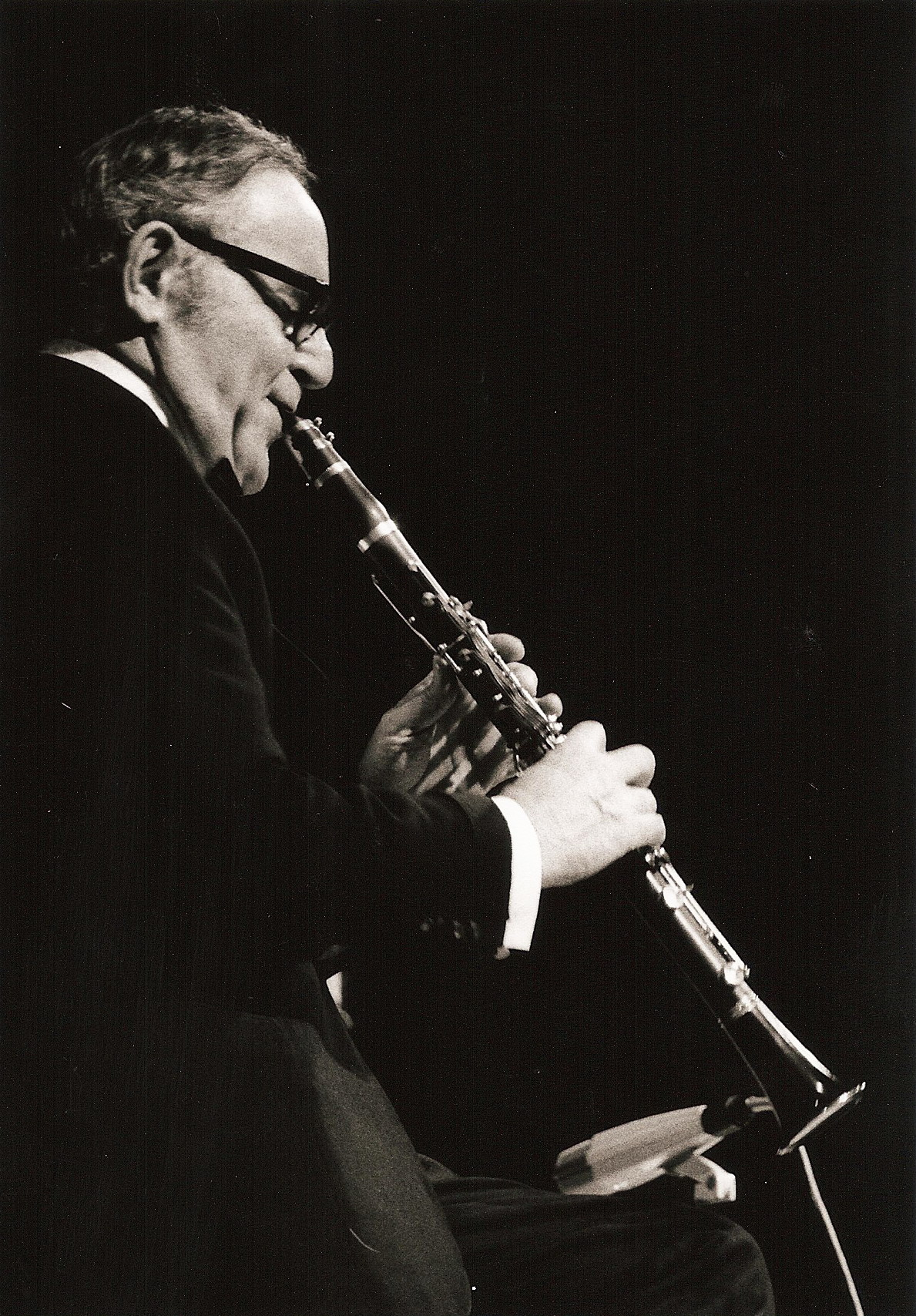
Benny Goodman
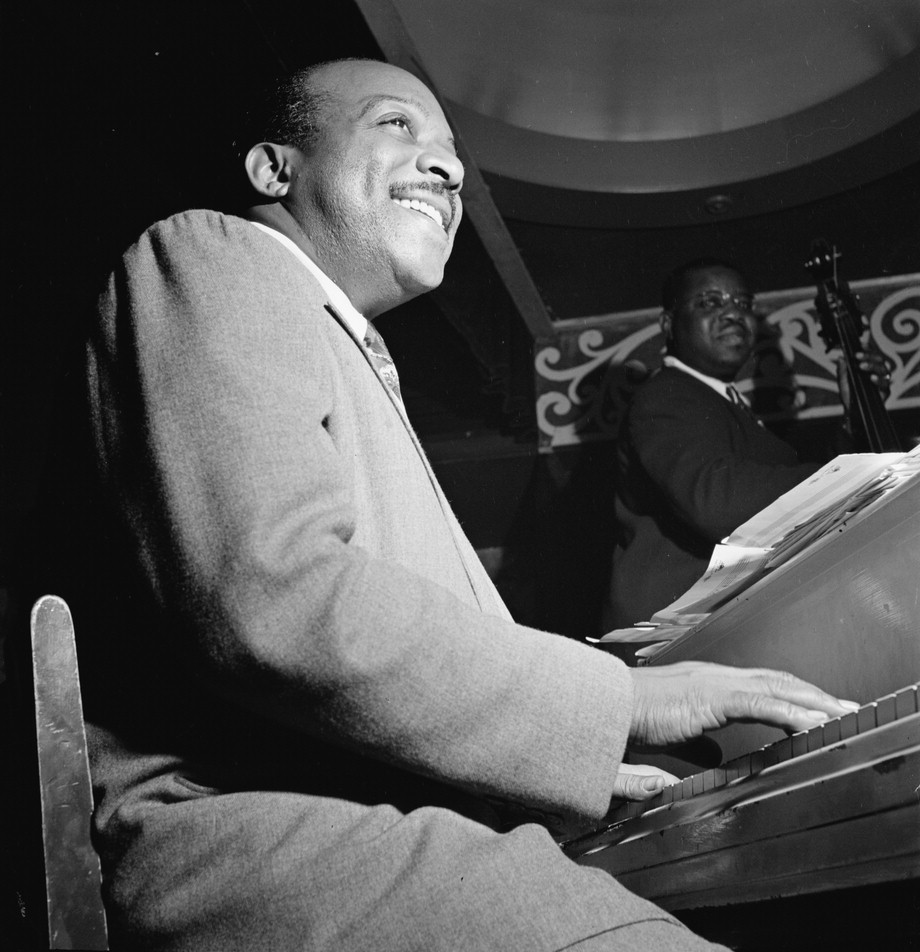
Count Basie
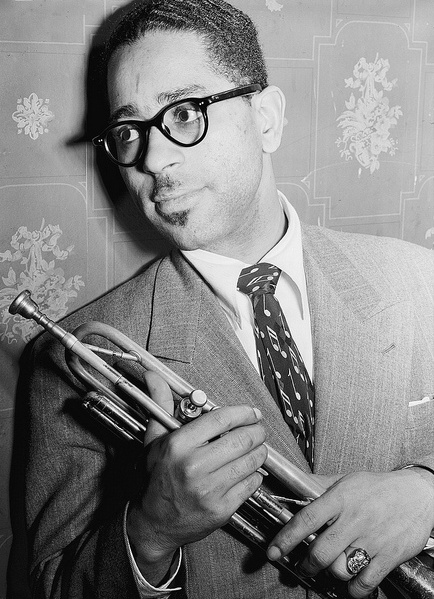
Dizzy Gillespie